# Gilles Laurent
Didier Schwartz, dit Gilles Laurent, est un acteur et scénariste français.
Il est aussi la voix française régulière de Brian Austin Green et la voix occasionnelle de Rowan Atkinson dans le dessin animé Mr. Bean, la série animée et de Steve Urkel dans La Vie de famille.

## Biographie
À 13 ans, il débute comme comédien à la télévision dans Tête d'horloge.
Pierre Fresnay l'encourage à poursuivre ce métier qu’il ne quittera plus.
Jeune acteur, il a tourné une trentaine de films pour la télévision, parmi lesquels une quinzaine de rôles principaux, dont Les Yeux Bleus (feuilleton de six heures), Le Sagouin, Un jour à Nice et Ciné-roman, (trois films primés de Serge Moati).
Il a également joué au théâtre dans les pièces La terre est ronde d'Armand Salacrou et Mathias Premier de Ianus Korczak, montée à l'UNESCO pour l'année de l'Enfance.
Auteur pour la télévision, il a coécrit La Jardin des Vaucker (moyen métrage) et écrit Noël au Congo (film 90 minutes).
Auteur pour le cinéma, il a coécrit une quinzaine de longs métrages, dont Confidences à un inconnu (1995) de Georges Bardawil, interprété par Sandrine Bonnaire et William Hurt, Bernie (1996) de et avec Albert Dupontel, Le Ciel, les oiseaux et ta mère (1998), Il était une fois dans l'Oued (2005), Neuilly sa Mère ! (2009).
Il a également coécrit deux clips avec Laurent Boutonnat pour Mylène Farmer (Pourvu qu'elles soient douces et Sans logique). Il a conçu avec Laurent Boutonnat et Mylène Farmer le premier « Palais des sports » de Mylène Farmer.
Auteur de théâtre sous son nom de Didier Schwartz, il a écrit Les Gens du Dessus (Bernard Giraudeau), La Méthode Anglaise (Jean Rochefort, André Dussollier), Croyez-vous au Diable ? (Bernard-Pierre Donnadieu), trois pièces radiophoniques.
Suivront ensuite Femme à Modeler, puis La Vérité sur Maman jouée au Festival Off d'Avignon en 1991, et à Paris au théâtre Hébertot en 1992.
En 2007 la pièce Rutabaga Swing est jouée au théâtre 13, et est ensuite reprise au théâtre Montparnasse, puis à la Comédie des Champs-Élysées (deux nominations aux Molières 2007, une pour l'auteur, une pour le spectacle).
En prévision : une pièce sur le psychanalyste Georg Groddeck : La Dame au bras cassé.
Il a réalisé avec Emmanuel Beckermann le court métrage Une bonne leçon dans lequel il joue avec une classe de jeunes handicapés.

## Filmographie

### Cinéma
- 1975 : Un sac de billes de Jacques Doillon
- 1995 : Confidences à un inconnu de Georges Bardawil
- 2000 : André le magnifique d'Emmanuel Silvestre et Thibault Staib

### Télévision

#### Téléfilms
- 1970 : Tête d'horloge de Jean-Paul Sassy : ? (credité en tant que Didier Schwartz)
- 1971 : Silbermann de Pierre Cardinal : David Silbermann
- 1972 : Mauprat de Jacques Trébouta : Bernard enfant
- 1972 : Le Sagouin de Serge Moati : Guillou
- 1973 : Romain Kalbris de Yves-André Hubert : Romain Kalbris
- 1973 : Un jour à Nice de Serge Moati : Gilles
- 1975 : Le Mystère Frontenac de Maurice Frydland : Yves adolescent
- 1977 : Les Rebelles de Pierre Badel : Luc
- 1978 : Ciné-roman de Serge Moati : François
- 1981 : L'Arme au bleu de Maurice Frydland : Tenet
- 1981 : Mon enfant, ma mère de Serge Moati : Jean
- 1984 : Un homme va être assassiné de Dolorès Grassian : Philippe Prost

#### Séries télévisées
- 1976 : Adios d'André Michel : Christian Magnaval
- 1978 : Messieurs les jurés : L'Affaire Servoz d'André Michel
- 1978 : Brigade des mineurs de Claude Loursais : Jean-François Poujols
- 1979 : Les yeux bleus série de Jean Cosmos et Jean Chatenet : Rémi Gagneur
- 1983 : Les Cinq Dernières Minutes de Jean-Pierre Desagnat : Alain
- 1986 : Cinéma 16 : Richard

#### En tant que scénariste
- 1986 : Cinéma 16
- 1988 : Mylène Farmer : Pourvu qu'elles soient douces de Laurent Boutonnat
- 1989 : Mylène Farmer : Sans logique de Laurent Boutonnat
- 1994 : Giorgino de Laurent Boutonnat
- 1995 : Confidences à un inconnu de Georges Bardawil
- 1996 : Bernie d'Albert Dupontel
- 1999 : Le Ciel, les Oiseaux et... ta mère ! de Djamel Bensalah
- 1999 : Le Créateur d'Albert Dupontel
- 2000 : André le magnifique d'Emmanuel Silvestre et Thibault Staib
- 2002 : Le Raid de Djamel Bensalah
- 2004 : Victoire de Stéphanie Murat
- 2005 : Imposture de Patrick Bouchitey
- 2005 : Il était une fois dans l'oued de Djamel Bensalah
- 2006  :  Big City de Djamel Bensalah
- 2009 : Neuilly sa mère ! de Gabriel Julien-Laferrière

## Doublage

### Cinéma

#### Films
- Patrick Dempsey dans :
  - Tutti Frutti (1985) : Corbet
  - Le Droit de vivre (1986) : Kellin Taylor
  - Les Indomptés (1991) : Meyer Lansky

- Brian Austin Green dans :
  - Domino[2] (2005) : lui-même
  - Impact Point (2008) : Holden Gregg
  - Joli désastre (2023) : Mick Abernathy

- Keith Gordon dans :
  - Pulsions (1980) : Peter Miller
  - Christine (1983) :  Arnold « Arnie » Cunningham

- Gerry Skilton (en) dans :
  - Crocodile Dundee (1986) : Nugget
  - Crocodile Dundee 2 (1988) : Nugget

- 1971 : Charlie et la Chocolaterie : Charlie Bucket (Peter Ostrum) (1er doublage)
- 1975 : Lepke, le caïd : « Gurrah » enfant (Casey Morgan)
- 1978 : Damien : La Malédiction 2 : Mark Thorn (Lucas Donat)
- 1978 : American College : Larry « Pinto » Kroger (Tom Hulce)
- 1979 : La luna : Mustapha (Stéphane Barat)
- 1981 : Halloween 2 : Jimmy Lloyd (Lance Guest)
- 1982 : Porky's : Brian Schwartz (Scott Colomby)
- 1983 : Bad Boys : Mick O'Brien (Sean Penn)
- 1984 : Dreamscape : Tommy Ray Glatman (David Patrick Kelly)
- 1984 : The Hit : Myron (Tim Roth)
- 1984 : Les Démons du maïs : Isaac (John Franklin)
- 1985 : Retour vers le futur : Goldie Wilson (Donald Fullilove)
- 1987 : Who's That Girl : le trafiquant d'armes (Sean Sullivan)
- 1988 : Biloxi Blues : Arnold B. Epstein (Corey Parker)
- 1988 : Tu ne tueras point : ? ( ? )
- 1988[3] : Les Clowns tueurs venus d'ailleurs : Rich Terenzi (Michael Siegel)
- 1994 : My Father, ce héros : Raymond (Manny Jacobs)
- 1996 : L'Associé : Aesop Franklin (Austin Pendleton)
- 1997 : Fantômes contre fantômes : Stuart (Jim Fyfe)
- 1997 : La Souris : Quincy Thorpe (Michael Jeter)
- 2005 : Secrets de famille : Walter Goodfellow (Rowan Atkinson)

#### Film d'animation
- 1978 : La Folle Escapade : Cinquain (1er doublage)
- 1988 : Saint Seiya: La Guerre des dieux : Hyoga / Midgard

### Télévision

#### Téléfilms
- Brian Austin Green dans :
  - Alerte à Malibu : Panic at Malibu Pier (1989) : Brian
  - L'Affront (1995) : Ethan
  - La Fille sauvage (2010) : Ned Giles

- 1972 : Les Aventures de Pinocchio : Lucignolo (Domenico Santoro (it)) (mini-série)

#### Séries télévisées
- Brian Austin Green (11 séries) dans :
  - Beverly Hills 90210 (1990-2000) : David Silver (292 épisodes)
  - Melrose Place (1992) : David Silver (saison 1, épisodes 1 à 3)
  - Parker Lewis ne perd jamais (1992) : Brian Austin Green (saison 2, épisode 22)
  - Couleur Pacifique (1996) : Sandy Gage (épisode 3)
  - Retour sur la Côte Ouest (en) (1997) : Brian Cunningham (mini-série)
  - Resurrection Blvd. (en) (2001) : Luke Bonner (saison 2, épisode 1)
  - La Treizième Dimension (2002) : Sean Moore (épisode 21)
  - La Star de la famille (2004) : lui-même
  - Freddie (2005-2006) : Chris (22 épisodes)
  - Smallville (2009-2010) : John Corben / Metallo (saison 9)
  - Beverly Hills : BH90210 (2019) : lui-même / David Silver (6 épisodes)
  - That '90s Show (2023) : David Silver (saison 1, épisode 6)

- Jaleel White dans :
  - La Vie de famille (1989-1998) : Steve Urkel (208 épisodes)
  - La Fête à la maison (1991) : Steve Urkel (saison 4, épisode 16)
  - Notre belle famille (1991 / 1997) : Steve Urkel (saison 1, épisode 2 et saison 7, épisode 2)

- Jonathan Del Arco dans :
  - Nip/Tuck (2003) : Sofia Lopez (saison 1)
  - The Closer : L.A. enquêtes prioritaires (2007-2012) : Dr Fernando Morales (39 épisodes)

- 1989 : Charles s'en charge : Anthony (Justin Whalin) (6 épisodes)
- 1990-1991 : Twin Peaks : Mike Nelson (Gary Hershberger) (13 épisodes)
- 1990-1993 : Parker Lewis ne perd jamais : Jerry Steiner (Troy Slaten) (73 épisodes)
- 1994 : Models Inc. : David Michaels (Brian Gaskill) (12 épisodes)
- 1995-1996 : Mr. Fowler, brigadier chef : le sergent Raymond Fowler (Rowan Atkinson) (14 épisodes)
- 1996-1998 : Dr Quinn, femme médecin : Dr Andrew Cook (Brandon Douglas) (38 épisodes)
- 1997 : Buffy contre les vampires : Eric (Michael Bacall) (saison 2, épisode 2)
- 1997-1999 : La Vie à cinq : Dr Paul Thomas (Tim DeKay) (12 épisodes)
- 2006 : Beautiful People : Jeremy (Jeff Geddis) (épisodes 14 à 16)

#### Séries d'animation
- 1979-1980[n 1] : King Arthur : Tristan de Léonois (2e doublage)
- 1979-1981[n 2] : Ulysse 31 : Noumaïos (2e voix)
- 1981 : Il Etait Une Fois... L'Espace : Petit Gros (voix principale, épisode 15 à 18 et 25 et 26)
- 1982-1983[n 3] : Robotech : Rick Hunter
- 1983-1984[n 4] : Tommy et Magalie : Tommy
- 1983-1991[n 5] : Alvin et les Chipmunks : Johnny
- 1985[n 6] : Julie et Stéphane : Stéphane Corto
- 1985[n 6] : Vas-y Julie ! : le grand-père de Julie
- 1985-1986 : Jayce et les Conquérants de la lumière : Jayce
- 1986 : Il était une fois... la Vie : le capitaine Pierrot, le globule blanc
- 1986[n 6] : Cynthia ou le Rythme de la vie : Frédéric
- 1986-1987[n 7] : Les Aventures de Teddy Ruxpin : le prince Arin
- 1986-1991 : Les Muppet Babies : Kermit (2e voix, saison 3 à 7)
- 1987 : Fraggle Rock... and Roll : Wembley et le furieux Garbol
- 1987-1988 : Bécébégé : Phil
- 1987-1988[n 7] : Les quatre filles du docteur March : David March, le grand-père de Laury, John Brooke et M. Sulton, le professeur
- 1987-1988[n 8] : Une Vie Nouvelle : Eric l'entraîneur
- 1988-1989[n 8] : Les Samouraïs de l'éternel : Sarki et Merlor
- 1989-1991 : Babar : Arthur (1er voix)
- 1991 : Le Prince et la Sirène : Barnabas  (1er voix, épisode 15)
- 1993-1994 : Le Maître des Bots : Batzz, D'Nerd et Ninjzz
- 1995 : Les Babalous : Petit Crayon
- 2002-2004 : Mr. Bean, la série animée : Mr. Bean (1er voix)
- 2018 : Final Space : H.U.E (1er voix, saison 1)